# Occípit
En anatomia, l'occípit, occipici o tos és la part posterior del cap.

## Importància clínica
El traumatisme de l'occípit pot ocasionar una fractura de la base del crani. Un occípit prominent és característic de la trisomia 18 (síndrome d'Edwards) en associació amb la micrognàtia (mandíbula petita), pavellons auriculars d'implantació baixa i retard mental. També s'associa a la trisomia 9. La identificació de la ubicació de l'occípit fetal és important en el part. Aquesta regió es fa servir igualment com a punt de referència durant el mesurament del perímetre cefàlic, emprant una cinta mètrica que s'estén des de l'occípit fins a l'arc superciliar.